# Barbecue

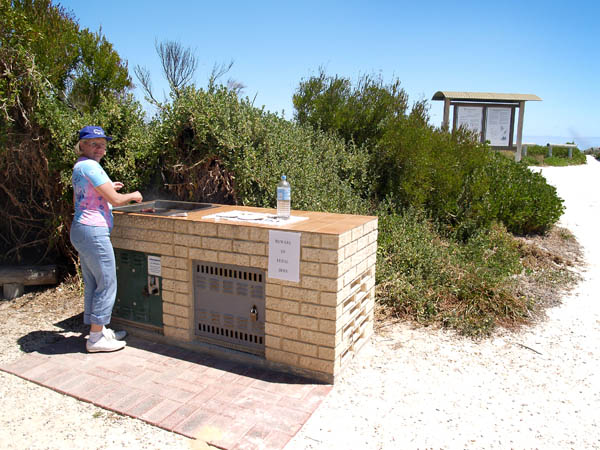

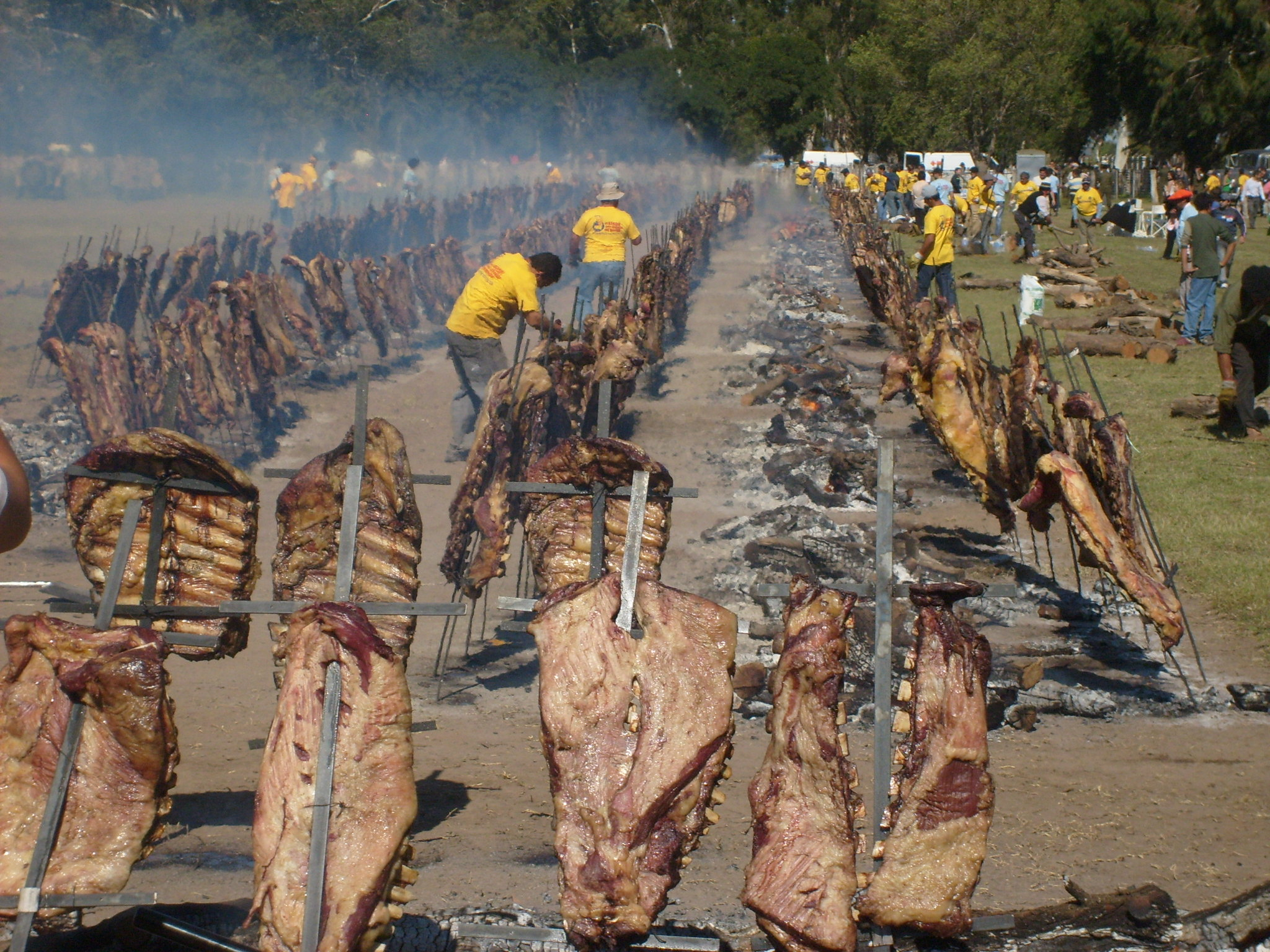
Grill w Patagonii, Argentyna

Barbecue (w skrócie BBQ) – angielska nazwa zarówno piecyka (gazowego, elektrycznego lub na węgiel drzewny), jak i rodzaju przyjęcia na świeżym powietrzu.
Urządzenia typu BBQ są popularne na terenie całej Australii, dostępne publicznie w wielu parkach, na wielu parkingach. Korzystanie jest bezpłatne lub za symboliczną opłatą (20 centów do 1 dolara). BBQ znajdują się też w prawie każdym domu.